# Philine Sonny

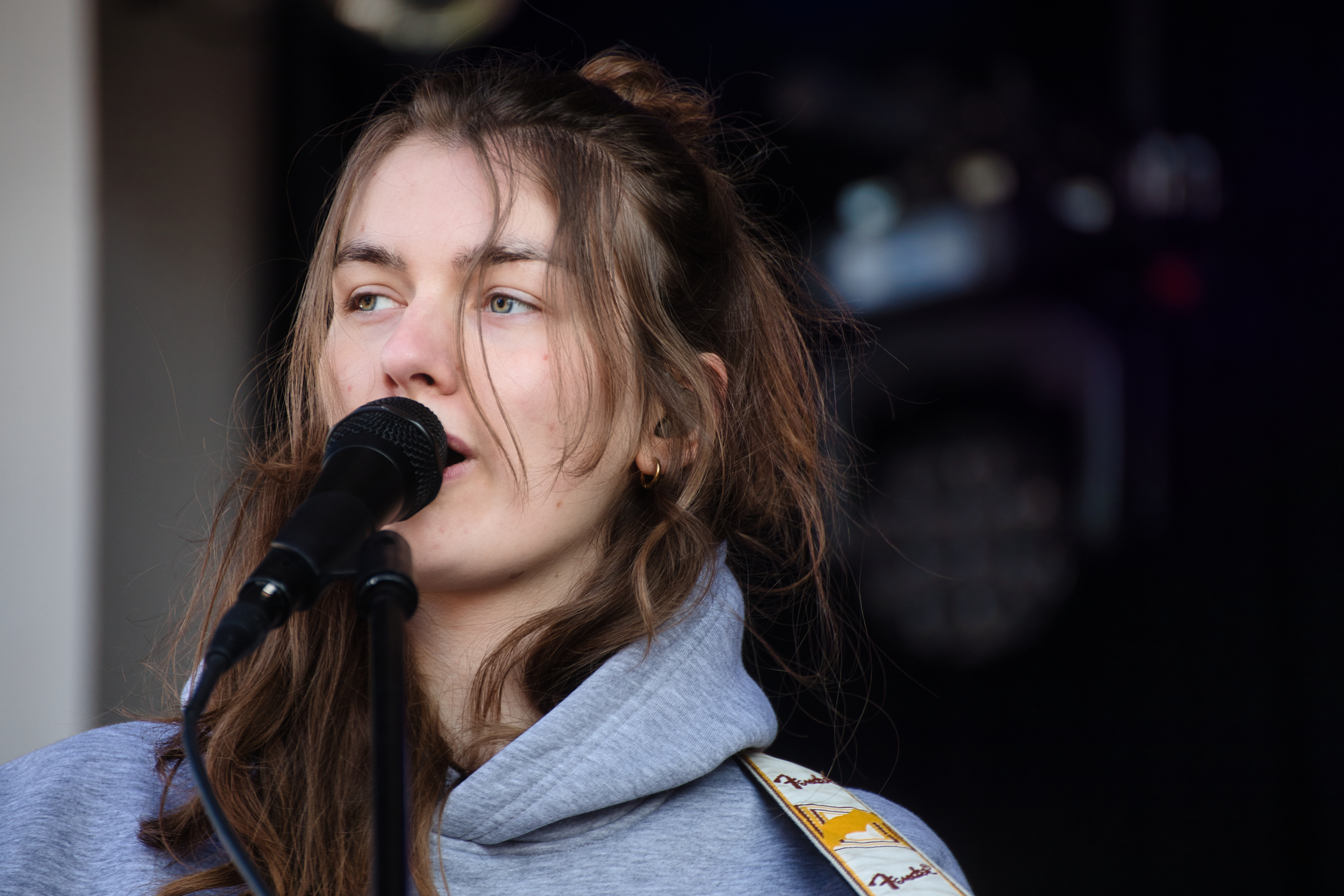
Philine Sonny (2023)

Philine Sonny (bürgerlich Philine Bernsdorf) ist eine deutsche Musikerin.

## Leben
Philine Bernsdorf kam zwischen 2000 und 2003 als Tochter eines Restaurantbetreibers zur Welt. Sie wuchs in Unna in Nordrhein-Westfalen auf und begann im Alter von elf Jahren Schlagzeug zu spielen. Im Teenageralter lernte sie Gitarre und Bass zu spielen. 2021 studierte sie in Osnabrück Musik.
Im Jahr 2021 erschien mit Lose Yourself auch die erste Single unter dem Künstlernamen Philine Sonny auf dem Label des Kollektivs Mightkillya, das 2019 auf sie aufmerksam geworden war. Der zweite Teil des Künstlernamens ist eine Referenz zu einem Bruce-Springsteen-Song. Zuvor war sie bereits als Teil der Band von M. Byrd aufgetreten und hatte auf ihrem Instagram-Kanal eigene Stücke und Coversongs hochgeladen.
Ihre ebenfalls Lose Yourself benannte Debüt-EP veröffentlichte sie im März 2022.
Nachdem sie als Support-Act der Bands Giant Rooks und Leoniden aufgetreten war, ging sie im Dezember 2022 mit Auftritten in Hamburg, Berlin, Köln und München selber auf Tournee.
Philine Sonny spielte unter anderem auf den Festivals C/o pop, Maifeld Derby, Juicy Beats, Waves Vienna, Reeperbahn Festival, Lollapalooza Berlin, SXSW, Orange Blossom Special Festival, Immergut Festival, Deichbrand, Traumzeit-Festival, Modular Festival, Melt und Southside. Darüber hinaus war sie 2022 im ZDF-Morgenmagazin aufgetreten.
In ihrer Nominierung für den New Music Award 2023 wird ihr Stil als Indie-Americana-Rock beschrieben und mit dem von The War on Drugs und Sam Fender verglichen.
Im Februar 2024 ist sie wieder als Support-Act mit Giant Rooks in Deutschland unterwegs.

## Diskografie
EPs
- 2022: Lose Yourself (Mightkillya)

Singles
- 2021: Lose Yourself (Mightkillya)
- 2022: Same Light (Mightkillya)
- 2022: Oh Brother (Mightkillya)
- 2023: Seed (In Bloom) (mit M. Byrd & Orbit; Nettwerk)

## Nominierungen
- 2022: Anchor – Reeperbahn Festival International Music Award[15]
- 2023: New Music Award[3]